# Diederik van Bronckhorst-Batenburg

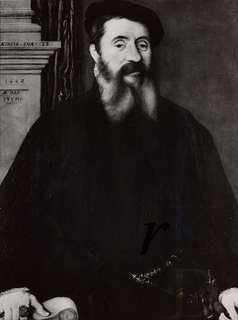
Diederik III van Bronckhorst-Batenburg

Diederik van Bronckhorst-Batenburg, (Slot Moyland, Noordrijn-Westfalen, 22 mei 1504 - 9 januari 1586) was heer van Batenburg en Moyland, bannerheer van Baer, heer van Lathum en van Anholt 1549-1586 en pandheer van Bredevoort vanaf 1562. 

## Biografie
Diederik was een kleinzoon van Dirck van Bronckhorst en Batenburg heer van Fronenbroek. Zijn vader Diederik van Bronckhorst verkreeg de heerlijkheid Anholt, deels bij koop van zijn neef Herman van Bronckhorst en deels bij opdracht van hertog Carel in 1537. Zijn moeder was Anki van Wiekede, vrouwe van Moyland. Koning Filips II van Spanje gaf de heerlijkheid Bredevoort in 1562 in pand aan Diederik. Na de koop van het kasteel Baer, dacht Diederik tot de bannerheren te behoren, volgens een deductie die hij in 1570 aan 't Hof overgaf, maar waarop geen antwoord kwam; echter staat hij als bannerheer op de riddercedullen van 1565 tot 1579. Ook de heren van Bronkhorst bij Zutphen zeggen dat ze als leenmannen rechtstreeks onder de Duitse keizer vallen. Leden van de families Bronkhorst en Batenburg trouwen waarna de kinderen zich Bronkhorst-Batenburg gaan noemen, gevolgd door de introductie van een coalitie-wapen. De hertog van Gelre vecht voortdurend de juridische rechten van de bannerheren aan. 
Diederik koos de kant van de opstand en werd in 1572 door Willem van den Bergh benoemd tot stadhouder van Friesland. Willem van Oranje benoemde echter in juli 1572 Joost II van Schaumburg op die positie.

## Familie
Hij trouwde met Elisabeth van Noyelles (1520-1558). Zij was de dochter van Guillaume de Noyelles (ca. 1485-) graaf van Langlée en Magdalena van Culemborg (1491-). Uit zijn huwelijk werden geboren: 
- Anna van Bronkhorst-Batenburg (1550 - 22 maart 1580)

Elisabeth van Bronckhorst (1551 - 11 april 1596). Zij trouwde op 22 juni 1607 met Johan van Raesfeldt heer van Oostendorp. Hij was de zoon van Adolf van Raesfeld-Ostendorp en Ermgard Schencking zu Bevern. Uit hun huwelijk werden 2 kinderen geboren:
  - Elisabeth van Raesfeld (ca. 1580 - ca. 1631). Zij trouwde op 22 juni 1607 met Johan van Pallant (ca. 1570 - ca. 1621)
  - Adolf van Raesfeld (ca. 1580 - ca. 1653). Hij trouwde op 18 november 1608 met Margaretha van Elmpt.
Jacob van Bronckhorst-Batenburg heer van Anholt en Bredevoort, Baer en Lathem, en Moyland (1553 - Bredevoort, 22 september 1582). Hij werd voor Lochem in 't jaar 1582 dodelijk getroffen en werd op 24 september 1582 in Anholt begraven.